# Fleuré, Vienne
Fleuré är en kommun i departementet Vienne i regionen Nouvelle-Aquitaine i västra Frankrike. Kommunen ligger i kantonen La Villedieu-du-Clain som tillhör arrondissementet Poitiers. År 2022 hade Fleuré 1 108 invånare.

## Befolkningsutveckling
Antalet invånare i kommunen Fleuré
| Referens: INSEE |